# مارگام
مارگام (به انگلیسی: Margam) یک منطقهٔ مسکونی در بریتانیا است که در نیث پورت تالبوت واقع شده‌است. مارگام ۳٬۰۱۷ نفر جمعیت دارد.